# Sida bakeriana
Sida bakeriana är en malvaväxtart som beskrevs av Henry Hurd Rusby. Sida bakeriana ingår i släktet sammetsmalvor, och familjen malvaväxter. Inga underarter finns listade i Catalogue of Life.